# 벨리키 크냐지
벨리키 크냐지(러시아어: великий князь 벨리키 크냐지[*], 리투아니아어: didysis kunigaikštis 디디시스 쿠닌가이크슈티스, 헝가리어: nagyfejedelem, 핀란드어: suuriruhtinas 수리루흐티나스[*], 라틴어: magnus princeps 마그누스 프린켑스[*], 영어: grand prince 그랜드 프린스[*])는 동유럽의 군주 작위이다. 영어나 로망스어군을 사용하는 서유럽에서는 대공(grand duke)을 이에 대응하는 번역어로 사용하는데, 이들 서유럽 언어에서는 독립 소군주국의 군주(e.g. 모나코의 알베르 2세)와 군주의 남성 일가붙이(e.g. 영국의 케임브리지 공작 윌리엄, 즉 "왕자")와 구분하지 않기에 혼동의 여지가 있다.

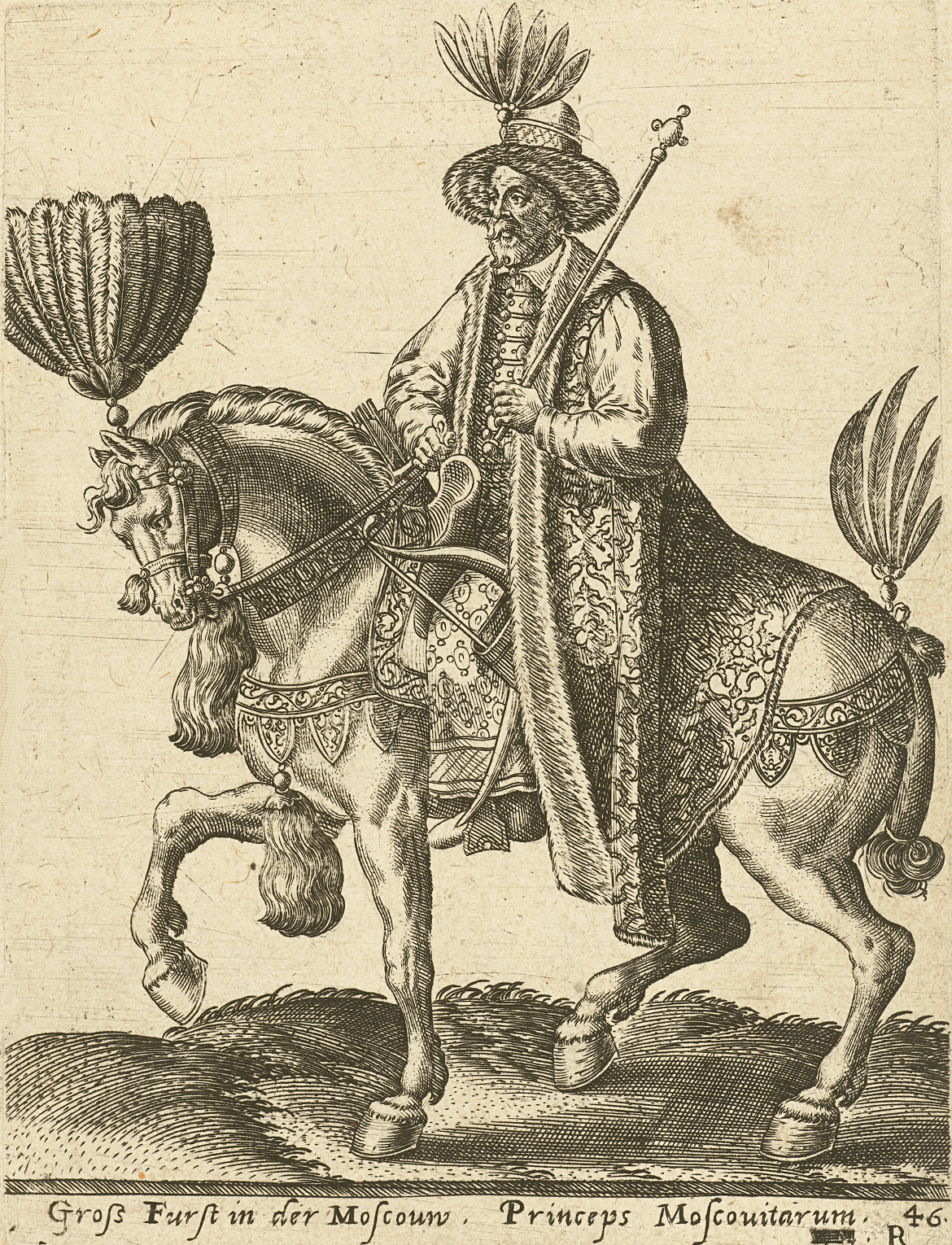
모스크바 대공.

동유럽 "대공"인 벨리키 크냐지를 군주 칭호로 사용한 군주국으로는 키예프 대공국, 모스크바 대공국, 핀란드 대공국, 트란실바니아 대공국, 헝가리 대공국, 리투아니아 대공국 등이 있다. 이들 대공국 중 가장 강대했던 모스크바 대공국의 이반 4세가 차르를 칭하면서 벨리키 크나즈는 차르보다 격이 낮은 작위로 간주되게 되었다.